# Molossus aztecus
Molossus aztecus (Молос ацтекський) — вид кажанів родини молосових.

## Поширення
Країни проживання: Гватемала, Мексика. Висотний діапазон: від низовин до 1300 м над рівнем моря. Вид можна знайти в сухих, напівлистопадних лісах, вічнозелених лісах і містах.

## Морфологія
Морфометрія. Довжина голови й тіла: 61—67 мм, хвіст: 31—39 мм, передпліччя: 36—38 мм, задні ступні: 8—11 мм, вуха: 14—15 мм, вага: 10—14 г.
Опис. Верхня сторона тіла темна шоколадно-коричнева або чорна, білим волосся є тільки на при самій основі або на 1/4 довжини. Низ трохи світліший, ніж спина. Хутро відносно довге (близько 4 мм на верхній частині спини), пухнаста. Мембрани, рило і вуха чорні. В іншому схожий на Molossus wolossus.